# Glénat Editions
Glénat Editions S.A. es una empresa francesa de historietas, con sede en Grenoble. Fue fundada en 1969 y cuenta con 200 empleados. Cada año, publica alrededor de unos 600 títulos.

## Trayectoria
En octubre de 2008, firmó un acuerdo con EuropaCorp para crear la productora Europa-Glénat que se encargaría de producir películas basadas en sus personajes.
En octubre de 2011, Glénat cedió el 100 por cien del capital de su filial Glénat España a Joan Navarro y Félix Sabaté.

## Filiales
- Glénat Benelux N.V. - Bruselas, Bélgica.[5]
- Glénat Suisse SA - Nyon, Suiza.[6]